# 溫斯頓·雷德莫爾
溫斯頓·雷德莫爾博士（英語：Dr. Winston Zeddemore）是一名出現於「魔鬼剋星系列」的虛構人物。該角色登場於真人電影《魔鬼剋星》、《魔鬼剋星2》與電視動畫《魔鬼剋星》。在兩部真人電影中由厄尼·哈德森飾演該角，而電視動畫則由阿塞尼奧·霍爾和巴斯特·瓊斯擔任配音。溫斯頓·雷德莫爾是一名魔鬼剋星的成員。

## 人物
溫斯頓·雷德莫爾是團隊中唯一的非裔美國人。最初，溫斯頓看到魔鬼剋星的招聘廣告後前來求職。接洽員珍妮·莫爾尼茲詢問他是否能相信和接受大量的超自然現象（如飛碟、尼斯湖水怪或亞特蘭蒂斯理論等），而他則回答，「如果能有個穩定的收入，我就相信妳的話」。後來，當溫斯頓看見在城市中的超自然活動時，他認為自己的薪水並不值得。儘管他以前並沒有超自然研究的背景，但遇見鬼魂等超自然現象時仍表現地從容，且在團隊中他扮演著一名理性的角色。他起初是團隊中唯一非博士身份的成員，但在2009年遊戲中，溫斯頓已獲得了博士學位。
原本丹·艾克洛德想找艾迪·墨菲來演溫斯頓，但因墨菲忙於《比佛利山超級警探》（1984年）而放棄。

## 外部連結
- 互联网电影数据库上溫斯頓·雷德莫爾的资料